# دو استخر (باغ صفا)
دو استخر (بالفارسية: دواستخر) هي قرية تقع في إيران في قسم باغ صفا الريفي. يقدر عدد سكانها بـ 88 نسمة بحسب إحصاء 2016.